# Платформа (геологија)
Платформа у геологији је термин којим се назива релативно стабилни део Земљине коре који се формира на местима консолидованих убраних области, односно орогених структура, након њихове активне ерозије. Платформе су пространи, заравњени делови литосфере и неправилног су облика.